# Landslægen på Færøerne
Landslægeembedet er en statslig (dansk) institution på Færøerne under Sundheds- og Ældreministeriet og hører organisatorisk under Styrelsen for Patientsikkerhed. Den færøske betegnelse er Landslæknin. Før 1949 var betegnelsen Amtslæge. Landslægen har nogle af de funktioner som de danske embedslæger har samt andre funktioner, som de danske embedslæger ikke har.
Til embedet er der udover landslægen knyttet to – tre deltidsansatte ikke-lægelige overassistenter/kontorfunktionærer.
Landslægen fungerer som rådgiver for statslige myndigheder samt Færøernes Landsstyre og de kommunale myndigheder i lægelige, hygiejniske, miljømæssige og socialmedicinske forhold.
Landslægen fører på Styrelsen for Patientsikkerhed vegne tilsyn med den sundhedsfaglige virksomhed, der udøves på Færøerne af autoriseret sundhedspersonale (læger, tandlæger, sygeplejersker, apotekere, farmakonomer, farmaceuter m.fl.). Landslægen yder bistand til rets- og politimyndighederne i retsmedicinske og lignende sager. Desuden udarbejder landslægen årlige medicinalberetninger for Færøerne med statistik over fødsler, dødsårsager, smitsomme sygdomme, antallet af aborter m.m.

## Landslæger på Færøerne
- 1949 – 1979 Hanus Debes Joensen
- 1979 – 31. okt. 2014 Høgni Debes Joensen
- 1. nov. 2014 - 1. oktober 2017 Henrik L. Hansen (midlertidigt)[2]
- 1. oktober 2017 -  1. november 2017 var kontorchef i Styrelsen for Patientsikkerhed, Anette Lykke Petri, konstitueret landslæge på Færøerne.
- 1. november 2017 - Lars Fodgaard Møller[3]

## Eksterne links
- Landslaeknin.fo, Landslægens hjemmeside Arkiveret 7. september 2011 hos  Wayback Machine